# Ingatorps församling
Ingatorps församling var en församling i Linköpings stift och Eksjö kommun. Den 1 januari 2005 uppgick församlingen i Ingatorp-Bellö församling.
Församlingskyrka var Ingatorps kyrka.

## Administrativ historik
Församlingen har  medeltida ursprung.
Församlingen var till 2005 moderförsamling i pastoratet Ingatorp och Bellö. Den 1 januari 2005 uppgick församlingen i Ingatorp-Bellö församling.
Församlingskod var 068605.

## Kyrkoherdar
| Verksam   | Namn                         | Levnadstid | Övrigt                                          |
| --------- | ---------------------------- | ---------- | ----------------------------------------------- |
| 1381      | Ernestus Caroli              |            |                                                 |
| 1389      | Joannes                      |            |                                                 |
| 1457      | Ericus Pauli                 |            |                                                 |
| 1506      | Haqvinus Laurentii           | –1527      | Curatus. Blev senare munk vid Vadstena kloster. |
| 1528      | Johannes Andreæ              | –1528      |                                                 |
|           | Benedictus Laurentii         |            | Senare kyrkoherde i Normlösa församling.        |
| 1571–1594 | Johannes Laurentii           | –1594      |                                                 |
| 1595–1627 | Andreas Petri Ingatorpensis  | –1627      |                                                 |
| 1627–1660 | Nicolaus Petri Ingatorpensis | 1581–1661  |                                                 |
| 1660–1705 | Nicolaus Benedicti Rymonius  | 1625–1705  | Kontraktsprost.                                 |
| 1707–1735 | Nicolaus Nicolai Rymonius    | 1664–1735  |                                                 |
| 1736–1767 | Nicolaus Bruzelius           | 1698–1767  |                                                 |
| 1769–1802 | Johannes Magnus Phalén       | 1713–1802  |                                                 |
| 1802–1811 | Johan Magnus Johannis Phalén | 1751–1811  |                                                 |
| 1811–1817 | Nils Fredrik Dusén           | 1770–1817  |                                                 |
| 1817–1845 | Johan Apelberger             | 1760–1845  | Prost.                                          |
| 1846–1848 | Eric Henrik Berglund         | 1792–1848  |                                                 |
| 1979–1984 | Ture Danielsson              | 1930–      | [ 6 ]                                           |

## Klockare och organister
| Ämbetstid | Namn                | Levnadstid | Övrigt                |
| --------- | ------------------- | ---------- | --------------------- |
| 1692–1693 | Samuel Ingiäldsson  |            | Organist              |
| 1715–1720 | Sven Bellin         | 1677–1765  | Organist              |
| 1691–1708 | Per Jonsson         |            | Klockare              |
| 1710–1728 | Lars Månsson        | 1663–1739  | Klockare              |
| 1728–1739 | Lars Klase          |            | Klockare och organist |
| 1739–1785 | Olof Dahlbrun       | 1718–1796  | Klockare och organist |
| 1786–1793 | Birger Åkerblom     | 1760–1793  | Klockare och organist |
| 1793–1809 | Jonas Peter Vestrin | 1769–      | Klockare och organist |
| 1809–1817 | Magnus Tinnerstedt  | 1783–      | Klockare och organist |
| 1826–1852 | Jonas Magnus Janzon | 1799–1852  | Klockare och organist |
| 1853–1890 | Jonas Peter Janzon  | 1829–      | Klockare och organist |